# Hazem Salah Abu Ismail

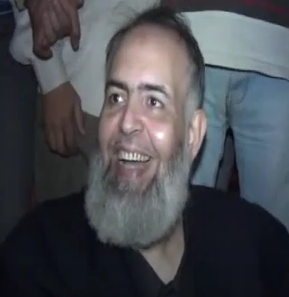
Hazem Salah Abu Ismail (2011)

Hazem Salah Abu Ismail (arabisch حازم صلاح أبو إسماعيل, DMG Ḥāzim Ṣalāh Abū Ismāʿīl; * 1961 in Dokki) ist ein ägyptischer Gelehrter des Salafismus und islamistischer Politiker.
Abu Ismail ist Sohn des Azhar-Gelehrten und Abgeordneten Salāh Abū Ismāʿīl, der 1976 an der Ausarbeitung einer islamischen Strafrechtsreform beteiligt war und in den 1980er Jahren zu den wichtigsten Vertretern der religiösen Opposition gegen das Mubarak-Regime gehörte.

## Engagement und Präsidentschaftskampagne
Sein Sohn Hazem Salah Abu Ismail war lange Zeit Mitglied der Muslimbrüder. Er verließ die Bruderschaft, da er für die Präsidentschaftswahl 2012 antreten wollte. Ismail hatte bestätigt, dass er stolz darauf sei, mit der Muslimbruderschaft verbunden zu sein; jedoch sei er kein Mitglied mehr, da es kleinere Differenzen gegeben habe. Im April 2012 gab die Wahlkommission bekannt, Abu Ismail von der Präsidentschaftswahl auszuschließen, weil seine Mutter die US-amerikanische Staatsbürgerschaft besessen hätte. Kandidaten müssen gemäß Gesetz ausschließlich die ägyptische Staatsbürgerschaft besitzen und von ägyptischen Eltern abstammen.
Nachdem die Wahlkommission Abu Ismails Einspruch gegen den Ausschluss endgültig abgelehnt hatte, kündigte er an, Ägypten würde eine „islamische Revolution“ erleben.

## Politische Positionen
Hasem Abu Ismail vertritt die Position, dass persönliche Freiheit mit dem religiösen Gesetz des Islam unvereinbar sei. Für den Fall seines Wahlsiegs kündigt er an, alle Frauen in Ägypten zum Tragen des Schleiers zu zwingen. Er würde auch Touristen den Genuss von Alkohol in der Öffentlichkeit verbieten. Er tritt für die Schließung von Spielbanken ein, die zurzeit nur ausländischen Besuchern zugänglich sind. Touristinnen, die zweiteilige Badeanzüge tragen, sollten nach Abu Ismail verhaftet werden. Des Weiteren fordert er die Benachteiligung von Ägyptens Christen: Er sagt, dass es eine „Ehre“ für Nichtmuslime sei, die islamische Kopfsteuer (Dschizya) zu zahlen. Dazu meint er, dass die Kopten keinen Grund zur Klage hätten, da es ihnen in Ägypten besser ginge als den Muslimen in den USA.
Abu Ismail ruft zur Beendigung des Friedensvertrages mit Israel auf und sagt, dass der Neustart der Beziehungen zum Iran eine bessere Lösung sei, als die Bindungen zum jüdischen Staat aufrechtzuerhalten. Das Verhältnis zu den Vereinigten Staaten von Amerika sollte intensiv bleiben, jedoch nur solange es beiderseitigen Nutzen und Interessen diene.
Er glaubt, dass Pepsi für Pay Every Penny Saving Israel steht, zu deutsch „Zahle jeden Penny, um Israel zu retten“. Zudem betrachtet Abu Ismail Osama bin Laden als Märtyrer.